# Co nas kręci, co nas podnieca
Co nas kręci, co nas podnieca lub Jakby nie było (tytuł oryg. Whatever Works) – amerykańsko-francuska komedia obyczajowa z 2009 roku w reżyserii Woody’ego Allena.

## Obsada
- Larry David – Boris Yellnikoff
- Evan Rachel Wood – Melody St. Ann Celestine
- Patricia Clarkson – Marietta Celestine
- Henry Cavill – Randy Lee James
- Conleth Hill – Leo Brockman
- Ed Begley Jr. – John Celestine
- Olek Krupa – Al Morgenstern
- Christopher Evan – Howard Cummings
- Carolyn McCormick – Jessica
- Michael McKean – Joe, przyjaciel Borisa
- Lyle Kanouse – przyjaciel Borisa
- Adam Brooks – przyjaciel Borisa
- Jessica Hecht – Helena
- John Gallagher Jr. – Perry
- Willa Cuthrell-Tuttleman – dziewczynka grająca w szachy